# Maison de Clermont-en-Beauvaisis
Pour les articles homonymes, voir Familles de Clermont.
 (juillet 2024).
Si vous disposez d'ouvrages ou d'articles de référence ou si vous connaissez des sites web de qualité traitant du thème abordé ici, merci de compléter l'article en donnant les références utiles à sa vérifiabilité et en les liant à la section « Notes et références ».
La maison de Clermont en Beauvaisis est une famille qui tire son nom de la ville de Clermont-en-Beauvaisis.

## Filiation
- Hugues Ier[1], comte de Clermont, né vers 1030, mort en 1102, est le premier membre certain de la famille. Certaines généalogies lui attribuent comme père Renaud de Creil, grand chambellan de France, mais on ne sait pas sur quoi se base cette hypothèse. Marié en premières noces, en 1070, à Marguerite de Roucy, née vers 1045, morte après 1103, et en secondes noces à Emma de Sicile. Du premier lit, il eut trois fils, dont le comte Renaud II, et cinq filles, mariées dans la noblesse picarde ou anglo-normande.

- Renaud II, comte de Clermont, né vers 1075, mort vers 1152, marié en premières noces vers 1104 Adélaïde († 1122), comtesse de Vermandois, de Valois et d'Amiens, belle-sœur du roi Philippe Ier ; ensuite avec une femme dont l'histoire n'a pas retenu le nom[2] ; puis en 1129 avec Clémence de Bar (° 1112 † 1182), fille de Renaud Ier le Borgne, comte de Bar, et de Gisèle de Vaudémont. Il eut deux enfants (dont une fille, Marguerite, mariée au comte de Flandre Charles Ier) de son premier mariage ; quatre enfants du second, dont le comte Raoul Ier le Roux qui suit, et Simon (seigneur d'Ailly-sur-Noye, Paillart et Tartigny par son mariage avec l'héritière Mahaut de Breteuil, fille de Valéran III et sans doute d'Haldeburge, et sœur d'Alix de Breteuil ci-dessous ; Simon et Mahaut sont la tige de la Maison de Clermont-Nesle car leur fils Raoul, alias Raoul (II) de Clermont, Raoul Ier de Clermont-Nesle et d'Ailly ou Raoul IV de Nesle, épousa l'héritière de Nesle, Gertrude de Soissons-Nesle-Falvy) ; de son troisième mariage, Renaud laissa six enfants, dont Hugues qui fit une carrière religieuse dans le Barrois, la région d'origine de sa mère.

- Marguerite de Clermont, fille de Renaud II de Clermont et Adélaïde de Vermandois. Dotée du comté d'Amiens, elle épousa de Charles de Danemark, comte de Flandre (vers 1083- 2 mars 1127). Devenue veuve, elle épousa en secondes noces, Hugues II de St-Pol. Veuve une seconde fois, elle se remaria avec Baudoin d'Encre.

- Raoul Ier le Roux, comte de Clermont, né vers 1130, mort au siège de Saint-Jean-d'Acre le 15 octobre 1191 pendant la Troisième croisade, connétable de France, chevalier croisé, marié à Alix de Breteuil, fille de Valéran III, sire de Breteuil, et d'Haldeburge.
- Suite : Maison de Clermont-Nesle (issue de Simon, frère cadet du connétable-comte Raoul le Roux).

## Armoiries
Les armoiries de la famille ne sont pas connues avec certitude. En effet, le musée de Versailles attribue à Raoul Ier, qui participa à la troisième croisade les armoiries suivantes : de gueules, semé de trèfles d'or, à deux bars adossés de même. Bien que les salles des Croisades contiennent des erreurs, ces armoiries, très ressemblantes à celles des comtes de Bar, peuvent s'expliquer par le fait qu'au moment où la noblesse commence à adopter des armoiries, le comte de Clermont, Renaud II était marié à Clémence de Bar, mais Raoul Ier n'est pas le fils de cette dernière.
Les comtes de Clermont-en-Beauvaisis font ainsi partie du groupe héraldique des dix lignages issus de Thierry Ier de Bar (v. 1045-1103) qui ont deux poissons adossés dans leurs armes au XIIIe siècle.
Cependant, le site EarlyBlazon, attribue au même comte Raoul les armes suivantes : d'azur à cinq gerbes de blé d'or disposées en croix. Il ne signale pas de sources pour Raoul, mais attribue les mêmes armes au neveu de ce dernier, Raoul de Clermont-Nesle, avec la source de cette information. L'arbre généalogique des Clermont montre également que plusieurs membres de la famille adoptèrent un écu d'azur avec plusieurs gerbes de blé d'or.

de gueules, semé de trèfles d'or, à deux bars adossés de même
d'azur à cinq gerbes de blé d'or disposées en croix